# José Francisco Monteiro

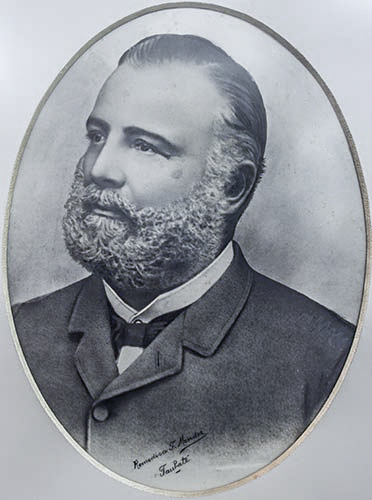
Visconde de Tremembé, retrato de Remedica Falco.

José Francisco Monteiro, primeiro e único Barão e Visconde de Tremembé, (Taubaté, 16 de dezembro de 1830 — Taubaté, 29 de março de 1911) foi um fazendeiro, empresário e político brasileiro.
Filho do comendador Francisco Alves Monteiro e de D. Teodora Joaquina de Moura, casou-se com Maria Belmira de França Monteiro. Era irmão do visconde de Moçoró, e avô do escritor Monteiro Lobato, ao qual serviu de inspiração para a criação da personagem Visconde de Sabugosa, da série Sítio do Picapau Amarelo.
Cafeicultor, grande capitalista e proprietário, foi coronel-comandante da Guarda Nacional no município de Taubaté. Fundou em sociedade com seu irmão José Félix Monteiro, Visconde de Moçoró, uma casa bancária, denominada José Francisco Monteiro & Irmão, e foi sócio da firma comissária de café Miranda & Tremembé. Acionista e colaborador do Teatro São João, na iluminação pública da cidade em 1867, da Companhia de Bondes a Vapor entre Taubaté e Tremembé para o transporte de passageiros e xisto betuminoso e proprietário da Companhia de Gás e Óleos Minerais de Taubaté.
Colaborou para a formação do Ginásio Taubateano, da Irmandade da Santa Casa de Misericórdia de Taubaté, além da comissão encarregada de angariar dinheiro e recrutar voluntários para a Guerra do Paraguai.
Agraciado com o título nobiliárquico de Barão de Tremembé por decreto de 30 de maio de 1868, e de Visconde de Tremembé por decreto de 7 de maio de 1887.
Foi proprietário da Chácara do Visconde, em Taubaté, construída em 1850 e imortalizada na obra Sítio do Pica-pau Amarelo, tendo sido tombada pelo Instituto do Patrimônio Histórico e Artístico Nacional, tornando-se sede do Museu Histórico e Pedagógico Monteiro Lobato. Era também proprietário da Fazenda São José do Buquira, herdada pelo neto, Monteiro Lobato.
Está sepultado na Capela dos Monteiros, no Cemitério da Venerável Ordem Terceira de São Francisco, em Taubaté.